# Aleurodicus jamaicensis
Aleurodicus jamaicensis là một loài côn trùng cánh nửa trong họ Aleyrodidae, phân họ Aleurodicinae.
Aleurodicus jamaicensis được Cockerell miêu tả khoa học đầu tiên năm 1902.